# La Serra (Horta de Sant Joan)
La Serra és una serra situada al municipi d'Horta de Sant Joan a la comarca de la Terra Alta, amb una elevació màxima de 580 metres.